# Тхакургаон (округ)
Тхакургаон (бенг. ঠাকুরগাঁও জেলা, англ. Thakurgaon District) — округ на северо-западе Бангладеш, в области Рангпур. Образован в 1984 году. Административный центр — город Тхакургаон. Площадь округа — 1810 км². По данным переписи 2001 года население округа составляло 1 196 429 человек. Уровень грамотности взрослого населения составлял 27,3 %, что значительно ниже среднего уровня по Бангладеш (43,1 %). Религиозный состав населения: мусульмане — 74,97 %, индуисты — 24,05 %, христиане — 0,54 %.

## Административно-территориальное деление
Округ состоит из 5 подокругов (upazilas):
1. Тхакургаон-Садар (Тхакургаон)
2. Пиргандж (Пиргандж)
3. Балиаданги (Балиаданги)
4. Харипур (Харипур)
5. Ранисанкайл (Ранисанкайл)

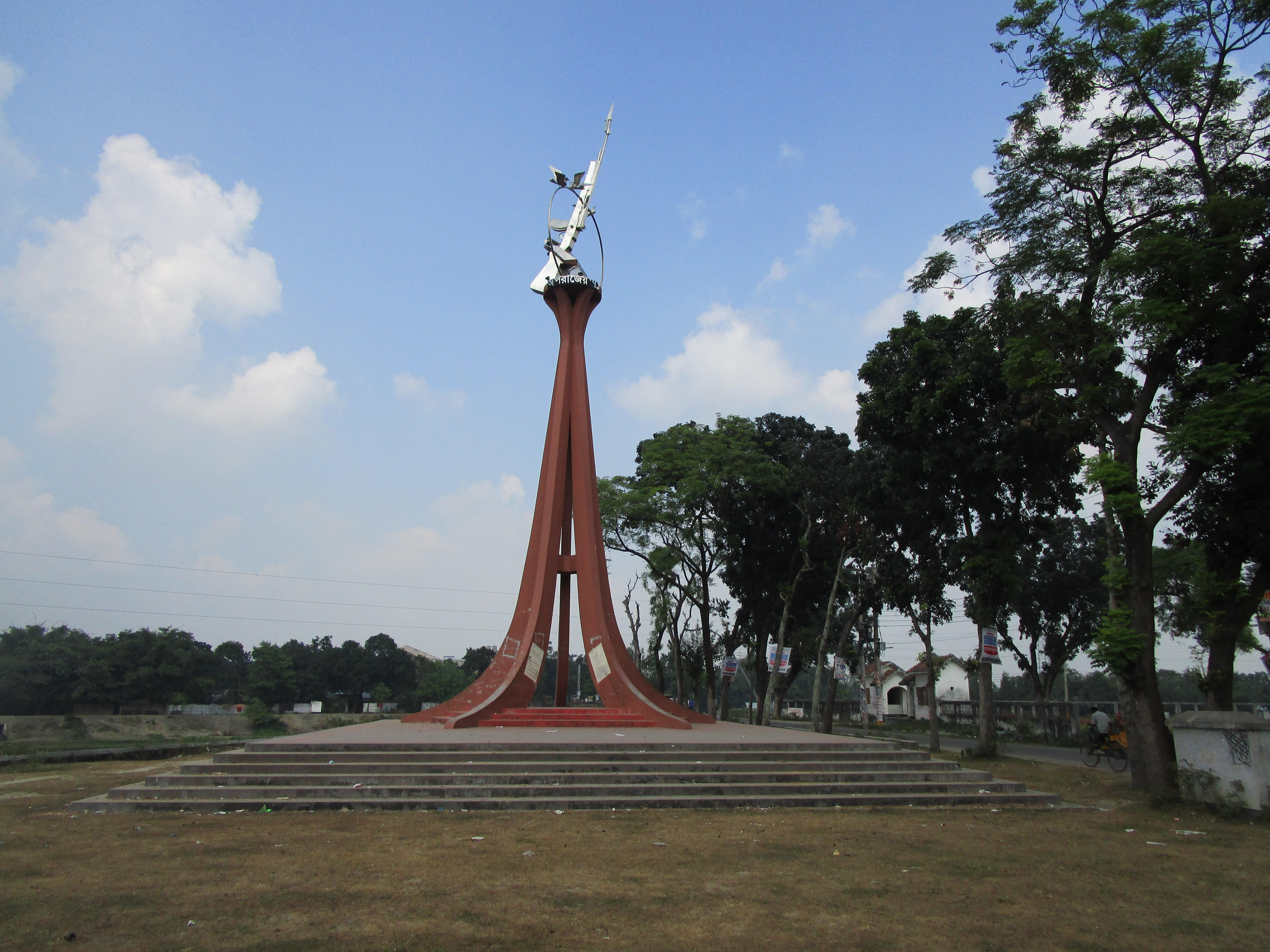
Монумент в память войны 1971 года
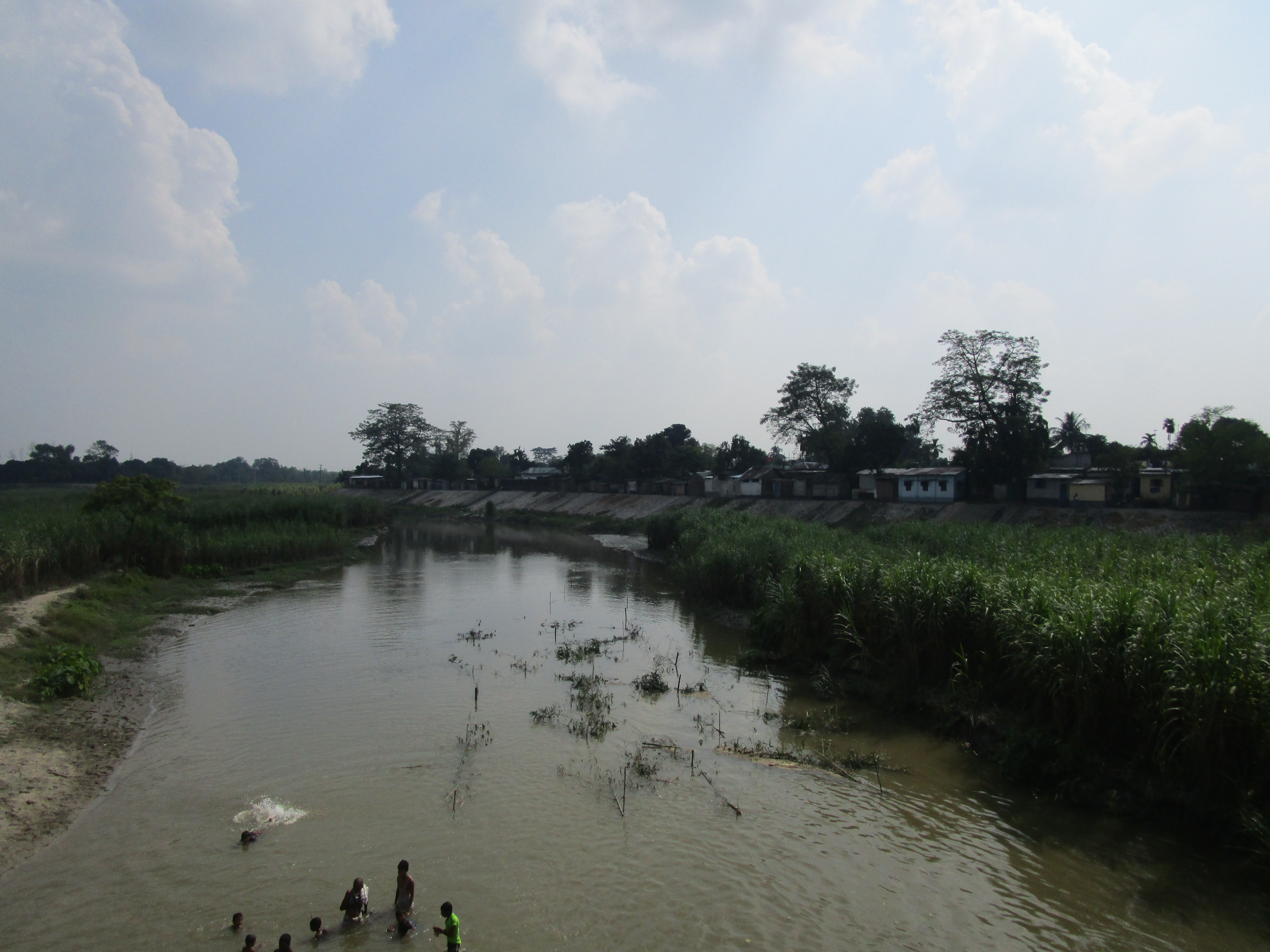
Река Шук
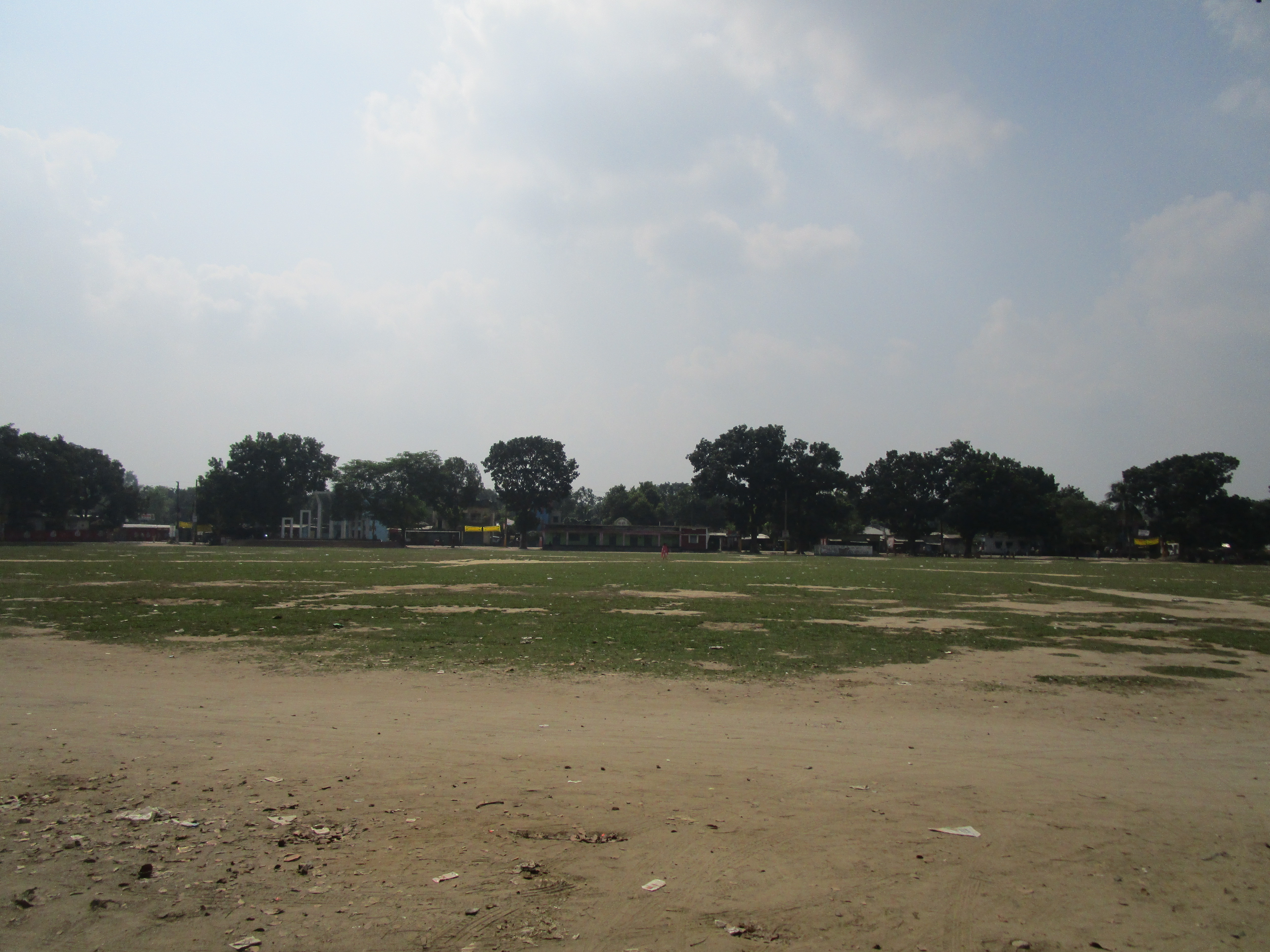
Playground of Thakurgaon
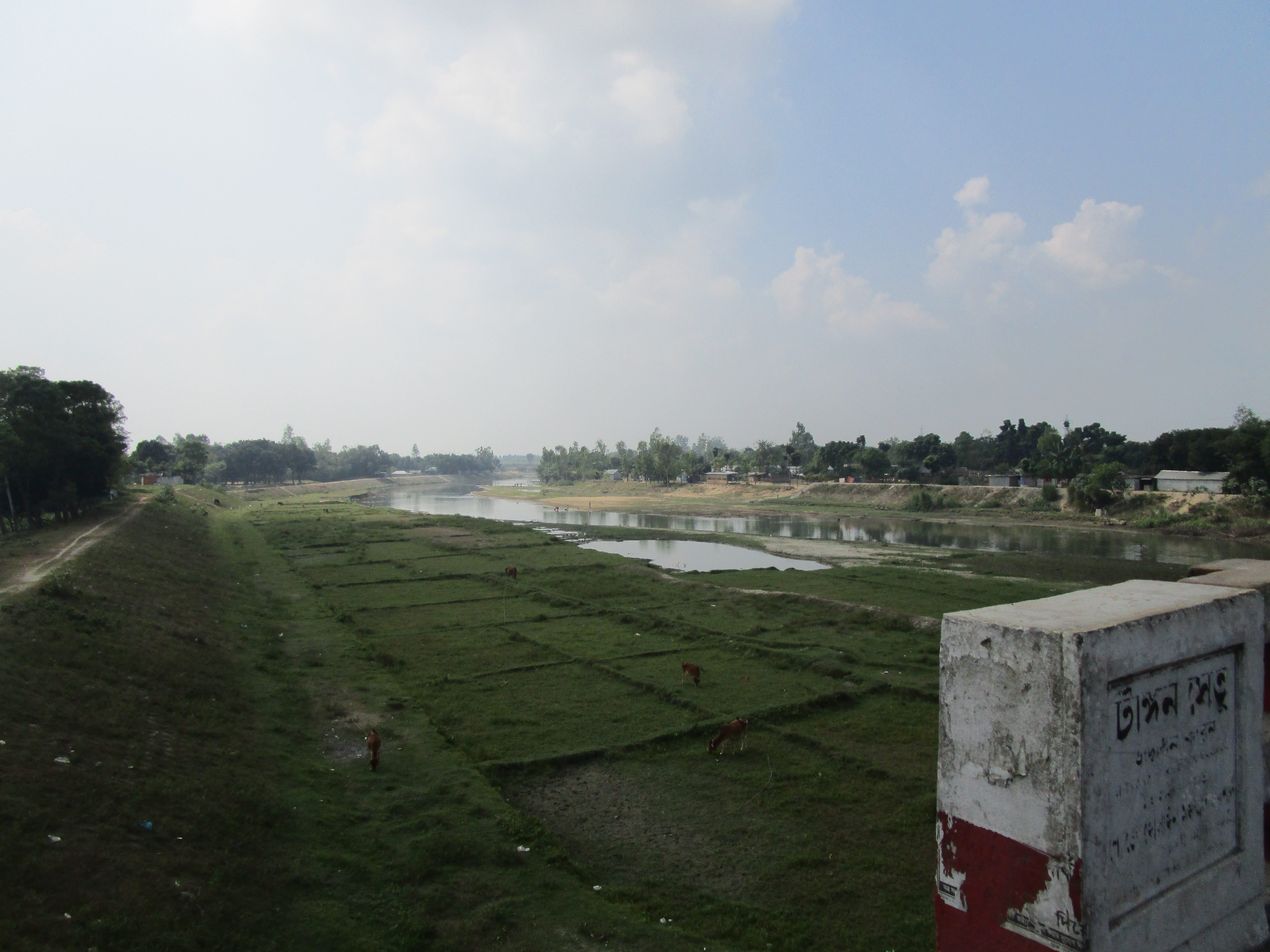
Вид на реку Тангон с моста
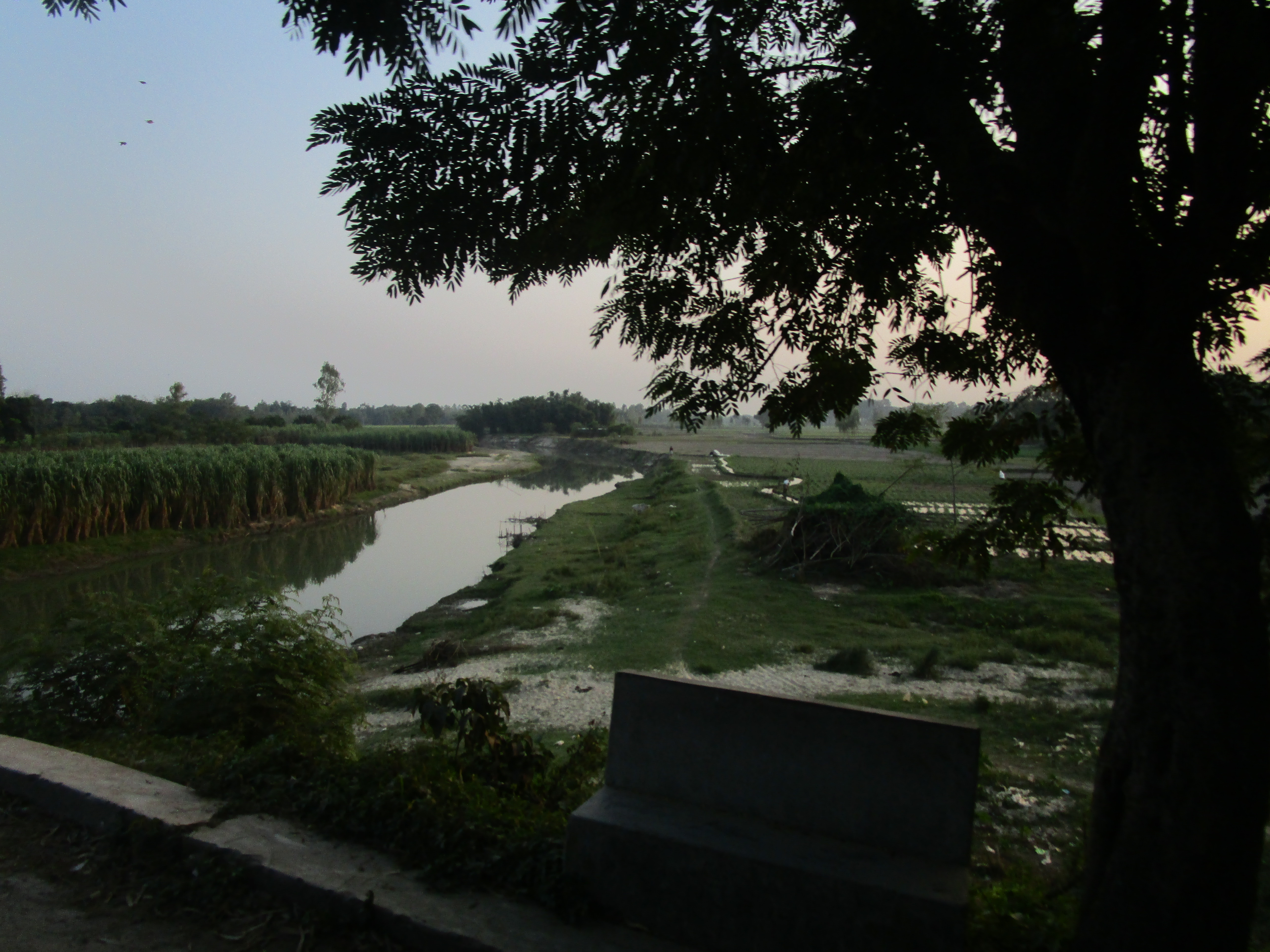
Река Кулик
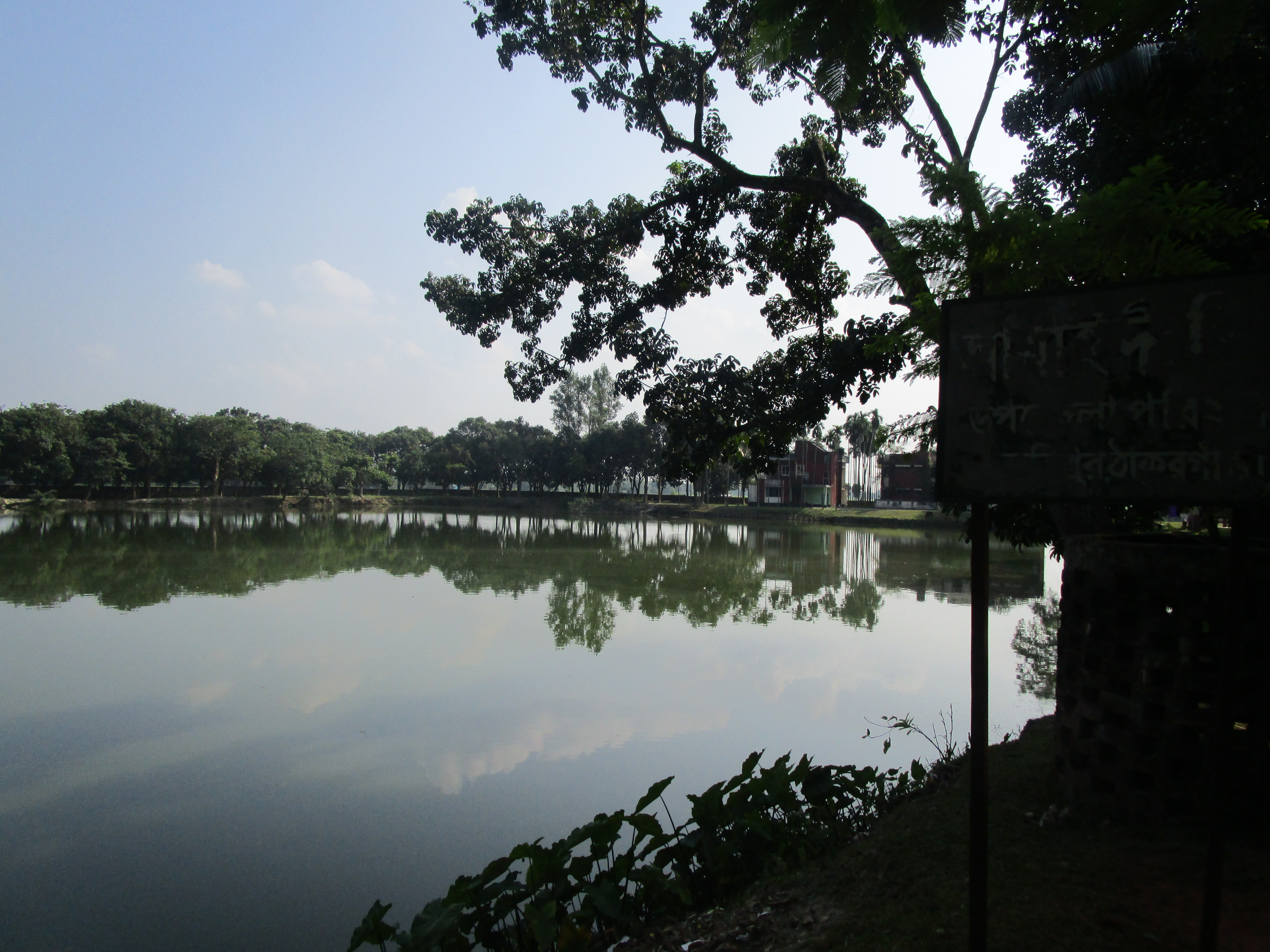
Пруд Амай
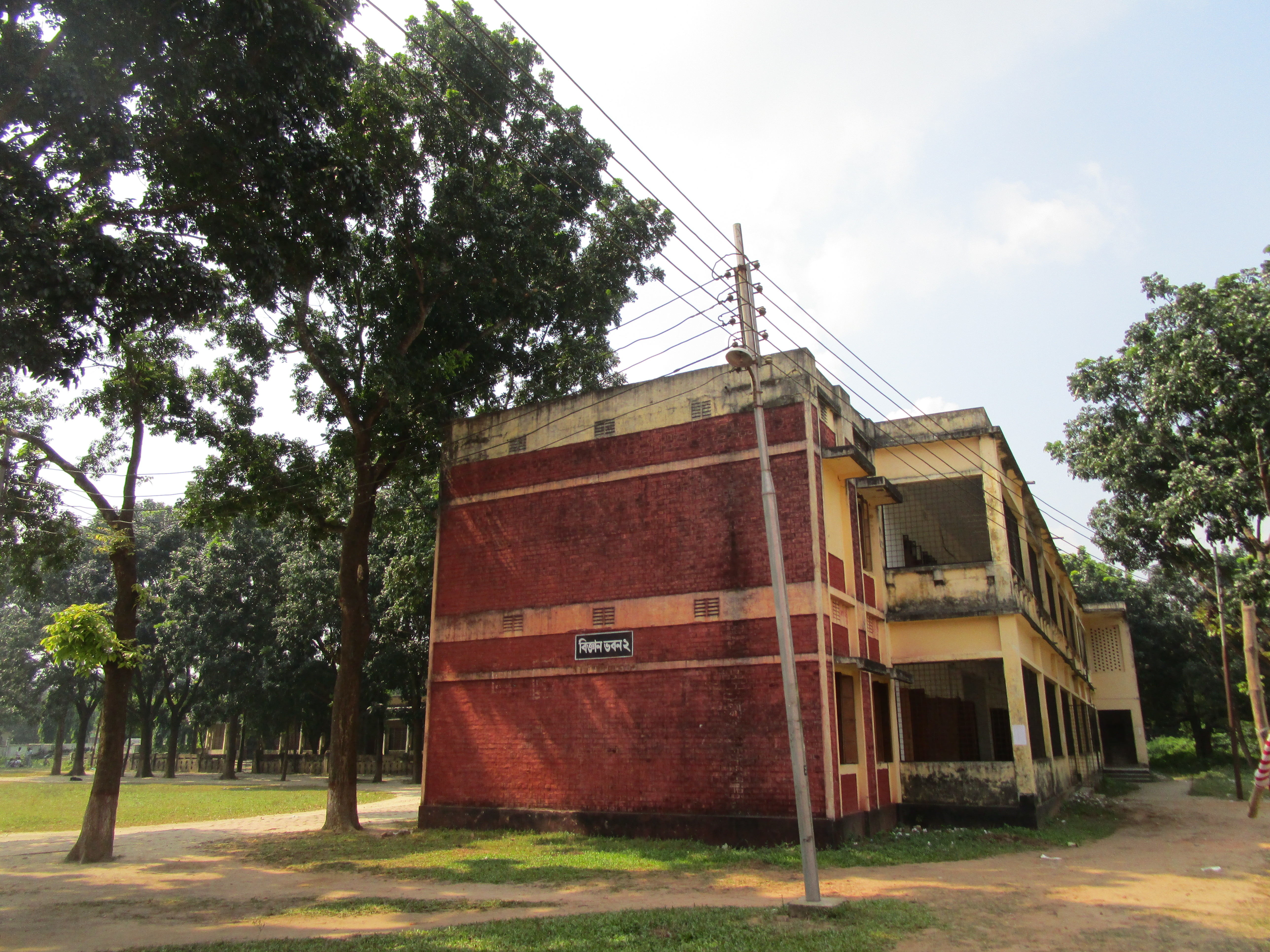
Одно из зданий Тхакургаонского колледжа
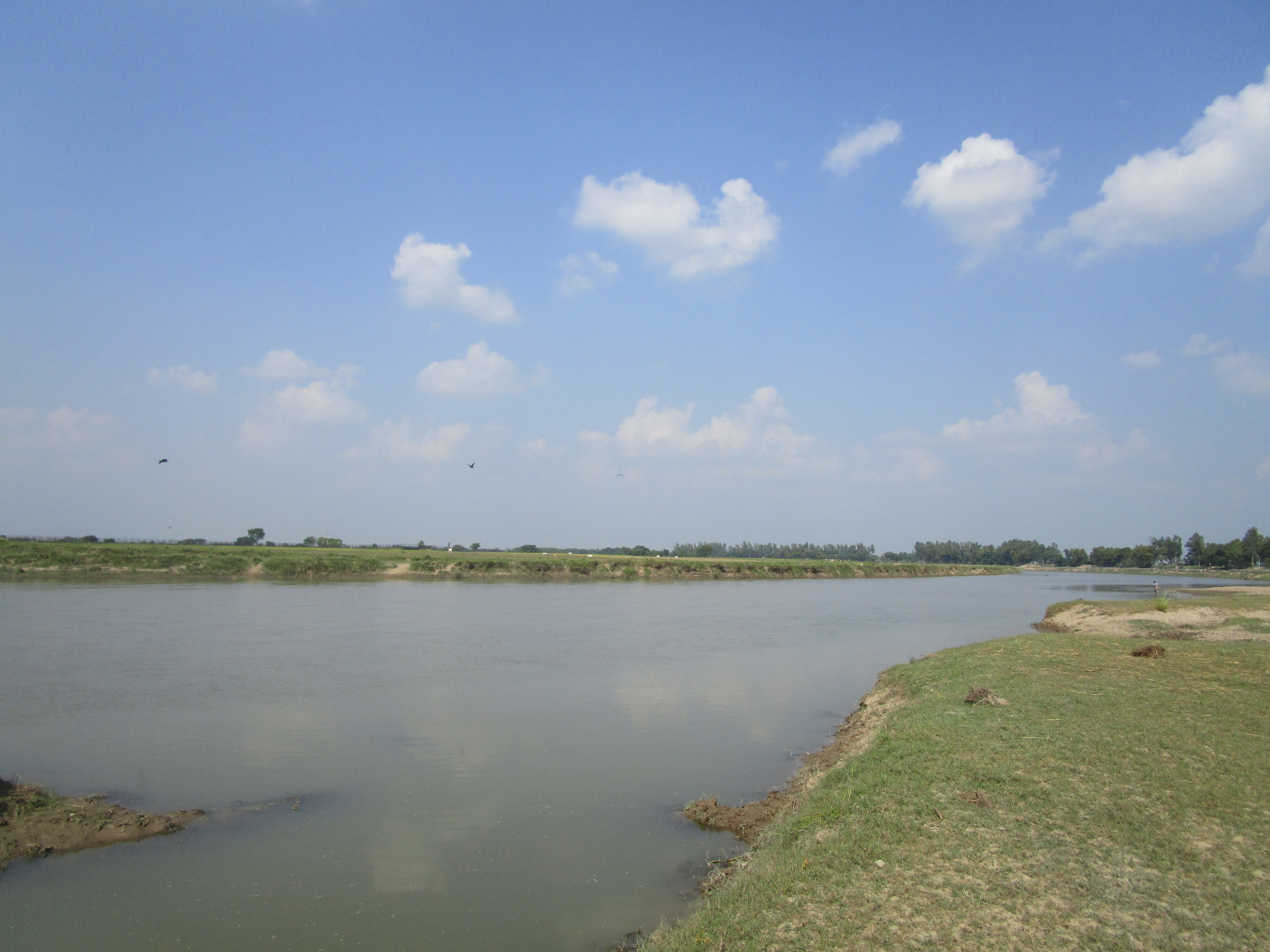
Река Нагор
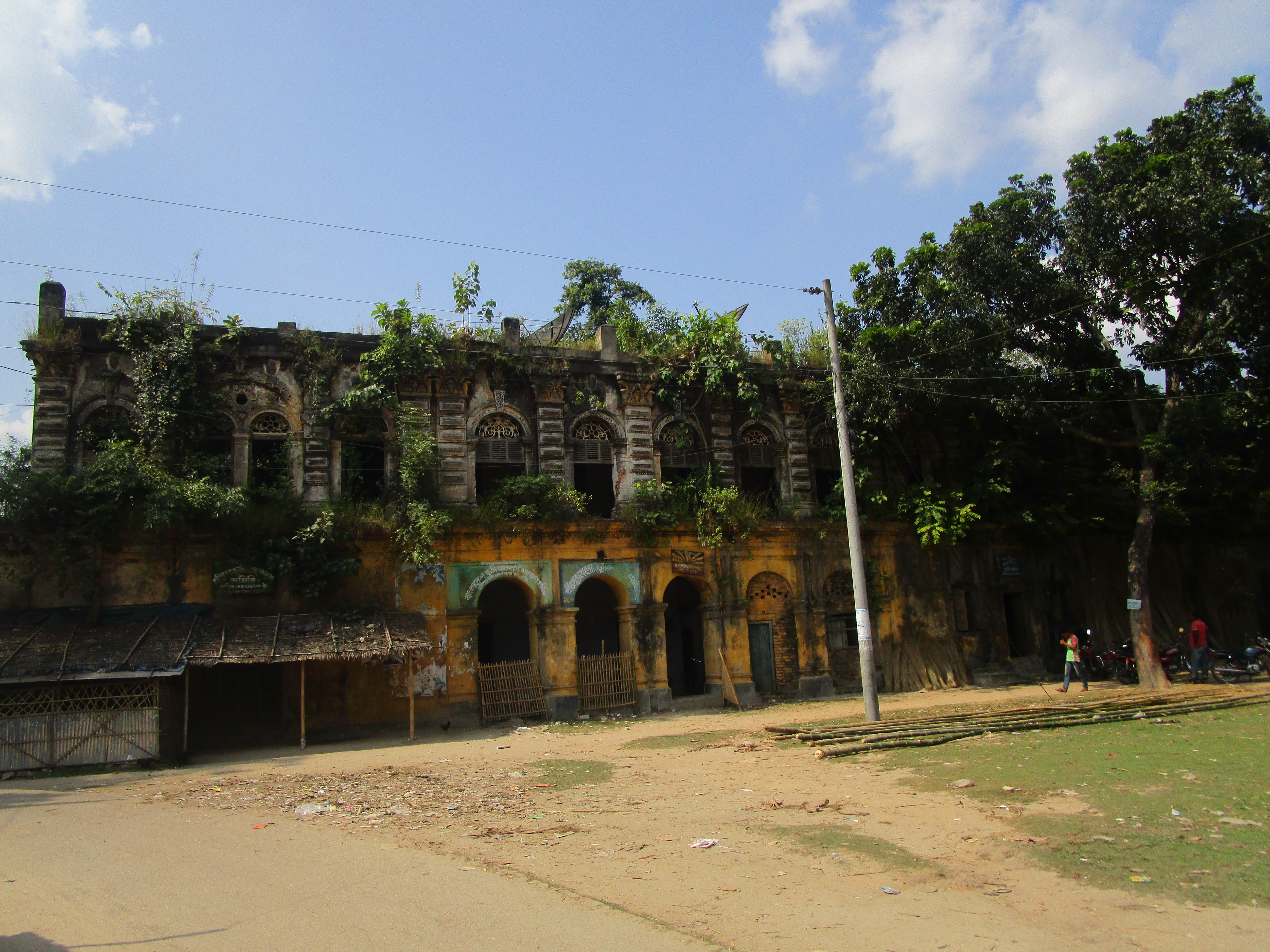
Дворец правителя Харипура